# María Luisa Oliveras
María Luisa Oliveras Sanvicens ( en catalán: Maria Lluïsa Oliveres i Sanvicens; 15 de diciembre de 1933 - Lovaina, Bélgica, 9 de febrero de 2023 ) fue una activista socialista y cristiana española. 

## Biografía
Casada con el político e intelectual Alfonso Carlos Comín, se formó en arte en la Academia Baixas, en la Escuela Eina y en la Escuela de la Lonja de Barcelona, donde se especializó con el grabado. También estudió Teología. Trabajó en el ámbito social en barrios desfavorecidos de la periferia de Barcelona, y en París colaboró con el movimiento Emaús, creado en 1971 por abate Pierre y comprometido con la lucha contra la pobreza y la exclusión social. Formó parte de movimientos cristianos y pacifistas como Pax Christi, y también fue miembro de Cristianos por el Socialismo. Fue miembro de la junta de la Federación Catalana de ONG para el Desarrollo entre 1989 y 1995.
Tras la muerte de Alfonso Comín continuó luchando por las mismas causas, vinculada a entidades como la Asociación Justicia y Paz de Barcelona o Cristianisme i Justícia. Además, impulsó la Fundación Alfonso Comín, a fin de garantizar la preservación del legado, la edición de la obra completa y trabajar en la línea de su compromiso social y religioso.   Oliveres promovió las relaciones internacionales de la Fundación, visibilizándola con la entrega del Premio Internacional Alfonso Comín, un premio con el que, desde 1984, se distinguió a Nelson Mandela, José María de Llanos Pastor, Leonardo Boff, Ignacio Ellacuría Beascoechea, Alexander Dubček, Pedro Casaldáliga, José María Díez-Alegría, Gregorio López Raimundo, Ignacio Ramonet, Arcadi Oliveres, o Viqui Molins . También colectivos de diversas causas como los refugiados de Siria, los inmigrantes que cruzan el Mediterráneo, los indígenas de Chiapas, el trabajo infantil, las mujeres afganas, los sin tierra de Brasil, el pueblo kurdo y el pueblo palestino, los desaparecidos de Chile, los niños de la guerra de Sudán o víctimas de conflictos como los de Bosnia, Irak o Nicaragua . 
Murió el 9 de febrero del 2023 en Lovaina, en Bélgica, donde se había desplazado a la Navidad para estar con su hijo Antoni Comín.  Su funeral tuvo lugar el 18 de febrero de 2023 en la abadía de Sant Miquel de Cuixà, en una ceremonia concelebrada por el cura Enric Subirà y por el abad de Poblet, Octavi Vilà, y que había sido diseñada por la propia difunta antes de morir como expresión del compromiso cristiano y socialista de la familia. 